# Henrietta Swan Leavittová
Henrietta Swan Leavittová (4. července 1868 – 12. prosince 1921) byla americká astronomka (počtářka), která pracovala na observatoři Harvard College Observatory v Massachusetts. V letech 1893 až 1906 zkoumala fotografické desky Malého Magellanova oblaku, na kterých objevila přes dva a půl tisíce proměnných hvězd, ze kterých později šestnáct označila jako cefeidy. To vedlo k odhalení vztahu mezi periodou jejich světelných změn a průměrnou svítivostí.
Po její smrti použil Edwin Hubble tento vztah periody a svítivosti spolu s galaktickými spektrálními posuny, které poprvé změřil Vesto Slipher na Lowellově observatoři, aby ukázal, že vesmír se rozpíná (viz Hubbleův zákon ). Než si Leavittová všimla vztahu mezi svítivostí a periodou světelných změn, které lze použít k měření vzdáleností až 20 milionů světelných let, astronomové spoléhali na paralaxu a triangulaci . Metoda paralaxy a triangulace je použitelná pro stovky světelných let, ale ne pro větší vzdálenosti. Naše galaxie, Mléčná dráha, má průměr asi 100 000 světelných let. Ještě delší vzdálenosti lze měřit pomocí teoretické maximální hmotnosti bílých trpaslíků vypočítané Subrahmanyanem Chandrasekharem.

## Život

### Raná léta a vzdělání
Henrietta Swan Leavittová se narodila v Lancasteru ve státě Massachusetts jako dcera duchovního kongregační církve George Roswella Leavitta  a jeho manželky Henriety Swan Kendrick. Byla potomkem diakona Johna Leavitta, anglického puritánského krejčího, který se na počátku 17. století usadil v kolonii v Massachusetts Bay. (V raných záznamech v Massachusetts bylo příjmení napsáno „Levett“.) Leavittová zůstala hluboce věřící a oddaná své církvi.
Leawittová navštěvovala Oberlin College, poté přešla na Společnost pro vysokoškolskou výuku žen na Harvardově univerzitě (později Radcliffe College ) a v roce 1892 získala bakalářský titul. Na obou školách studoval široce zaměřená studia, která zahrnovala klasickou řečtinu, výtvarné umění, filozofii, analytickou geometrii a kalkulus. Až ve čtvrtém ročníku vysoké školy absolvovala kurz astronomie, kde získala A–. :s.27 Leavittová také začala pracovat jako jedna z ženských počtářek na observatoři Harvardovy univerzity, které najal její ředitel Edward Charles Pickering, aby měřily a katalogizovaly jas hvězd zachycených na fotografických deskách observatoře.
V roce 1893 získala Leavittová kredity v rámci studia astronomie za práci v observatoři Harvardovy univerzity, ale studium nikdy nedokončila. V roce 1895 začala pracovat v této observatoři jako dobrovolnice. Později opustila observatoř, aby podnikla dvě cesty do Evropy, a absolvovala stáž jako asistentka na Beloit College ve Wisconsinu. V této době onemocněla nemocí, kvůli které se jí stále více zhoršoval sluch.

### Vědecká kariéra

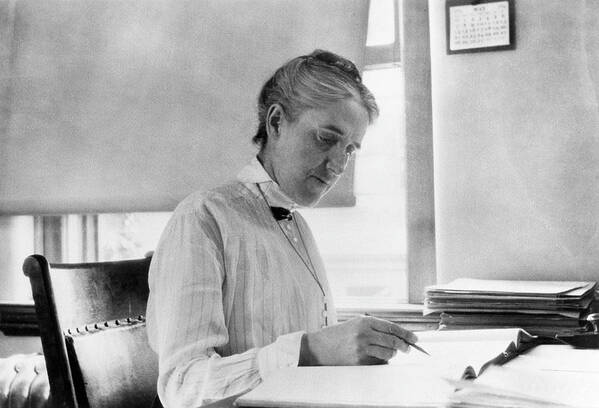
Leavittová pracuje u svého stolu na observatoři Harvard College

Leavittová se vrátila na observatoř Harvardovy univerzity ze svých cest v roce 1903. Protože měla vlastní prostředky, Pickering ji zpočátku nemusel platit. Později za svou práci dostávala 0,30 $ za hodinu :s.32, tedy pouze 10,50 $ za týden. Byla údajně „pracovitá, vážně smýšlející…, nezištně oddaná své rodině, církvi a kariéře“. Jednou ze žen, se kterými Leavittová pracovala na observatoři Harvardovy univerzity, byla Annie Jump Cannon, se kterou ji spojovalo to, že byly hluché.
Pickering přidělil Leavittové studium proměnných hvězd v Malém a Velkém Magellanově oblaku. Identifikovala 1777 proměnných hvězd. V roce 1908 zveřejnila své výsledky v Annals of the Astronomical Observatory na Harvard College s tím, že jasnější proměnné hvězdy mají delší periodu světelných změn.
V dalším článku publikovaném v roce 1912 Leavittová pečlivě zkoumala vztah mezi periodou a jasem na vzorku 25 proměnných cefeid v Malém Magellanově oblaku. Tento článek byl podepsán Edwardem Pickeringem, ale první věta uvádí, že jej „připravila slečna Leavittová“. Vytvořila graf velikosti versus logaritmus periody světelných změn a určila, že podle jejích vlastních slov:

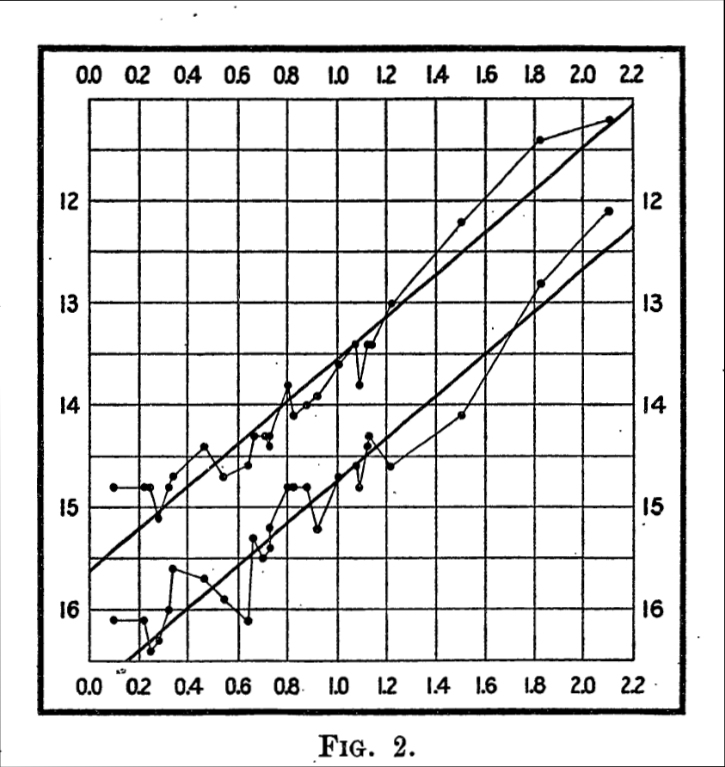
Graf z článku připraveného Leavittovou v roce 1912. Horizontální osa je logaritmus periody světelných změn příslušné cefeidy a vertikální osa je její velikost. Nakreslené čáry spojují body odpovídající minimálnímu a maximálnímu jasu hvězd.

Mezi body obou dvou sérií odpovídajích maximu a minimu lze snadno nakreslit přímku ukazující, že existuje jednoduchý vztah mezi jasem proměnných cefeid a jejich periodou změny jasu. 
Poté použila zjednodušující předpoklad, že všechny cefeidy v Malém Magellanově mračnu jsou přibližně ve stejné vzdálenosti, takže jejich absolutní jasnost lze odvodit z jejich zdánlivé jasnosti zaznamenané na fotografických deskách, a to až na měřítko, protože vzdálenosti k Magellanovým oblakům nebyly dosud známy. Vyjádřila naději, že budou změřeny paralaxy pro některé cefeidy (což se také brzy stalo a umožnilo kalibraci její stupnice světelnost-perioda). Toto uvažování umožnilo Leavittové stanovit, že logaritmus periody světelných změn je lineárně úměrný logaritmu průměrné vnitřní optické svítivosti hvězdy (což je množství energie vyzařované hvězdou ve viditelném spektru ).
Leavittová také vyvinula a dále zdokonalovala Harvardský standard pro fotografická měření, logaritmickou stupnici, která porovnává hvězdy podle jasu. Na počátku analyzovala 299 desek z 13 dalekohledů, aby vytvořila stupnici, která byla přijata Mezinárodním výborem fotografických veličin v roce 1913.
V roce 1913 objevila T Pyxidis, rekurentní novu v Pyxis, a jednu z nejčastějších rekurentních nov na obloze s erupcemi pozorovanými v letech 1890, 1902, 1920, 1944, 1967 a 2011.
Leavittová byla členkou Phi Beta Kappa, Americké astronomické a astrofyzikální společnosti, Americké asociace pro rozvoj vědy a čestnou členkou Americké asociace pozorovatelů proměnných hvězd. V roce 1921, kdy funkci ředitele observatoře převzal Harlow Shapley, byla Leavittová jmenována vedoucí hvězdné fotometrie. Na konci téhož roku podlehla rakovině a byla pohřbena na hřbitově v Cambridge v Massachusetts.:s.89

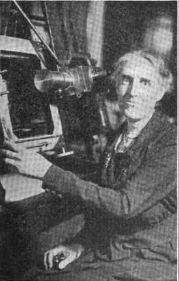
Leavittová v roce 1921

## Význam
Podle popularizátora vědy Jeremyho Bernsteina „proměnné hvězdy byly po celá léta předmětem zájmu, ale pochybuji, že když Leavittová studovala ty desky, myslela si, že učiní významný objev - ten, který nakonec změní astronomii.“ 
Vztah mezi periodou změn jasu a průměrnou svítivostí pro cefeidy, nyní známý jako „zákon Leavittové“, z nich vytvořil první tzv. „standardní svíčku“ v astronomii, což vědcům umožnilo vypočítat vzdálenost galaxií příliš vzdálených na to, aby byla použitelná pozorování hvězdné paralaxy. Rok poté, co Leavittová oznámila své výsledky, Ejnar Hertzsprung určil vzdálenost několika cefeid v Mléčné dráze a pomocí této kalibrace lze přesně určit vzdálenost k jakékoli cefeidě.

## Ocenění
- Na počest hluchých mužů a žen, kteří pracovali jako astronomové, jsou po ní pojmenovány Asteroid 5383 Leavitt a kráter Leavitt na Měsíci.[20][21]
- Na její počest je pojmenován teleskop programu ASAS-SN nacházející se v McDonald Observatory v Texasu.[22]